# Asturian Mining Company
La Asturian Mining Company fue, en el siglo XIX, la primera empresa en España en obtener, con éxito, hierro de calidad utilizando coque como combustible y agente reductor del mineral de hierro, en un alto horno. La empresa, con domicilio social en Londres y la fundición en Mieres, tuvo una vida efímera.

## Inicios
También conocida como la Compañía Anglo-Asturiana y como la Compañía Minera Asturiana, fue fundada el 17 de septiembre de 1844 en Londres con un capital social de 5 millones de francos, aportado por capitalistas y financieros británicos, franceses y españoles, como José Safont, José de Salamanca y Mayol, futuro marqués de Salamanca, y Juan José García-Carrasco, conde de Santa Olalla. Su primer presidente fue el banquero inglés Gedeon Colquhoum.
El objetivo principal de la nueva empresa era la fundición del hierro, siendo el minero un objetivo secundario.
La creación de la empresa se realizó después de confirmar que en Asturias existían minas de carbón y de hierro para montar una industria siderúrgica, con el impulso de los británicos John Joseph Kelly y el ingeniero John Manby. John J. Kelly era el vicecónsul del Reino Unido en Asturias desde 1831 e hijo de John Kelly, vicecónsul también, en Asturias y Santander. 
Los primeros pasos de la compañía fueron la compra de sus concesiones a las fracasadas Asturian Coal and Iron Company y Compañía Francesa de Minas. A lo largo de su corta historia la Anglo-Asturiana tuvo minas de hierro, de carbón (de piedra) y de azogue, en la zona central de Asturias, así como caleros.

## Fundición
En la vega de Sueros, entre la villa de Mieres y la aldea de Ablaña, en la margen derecha del río Caudal la Asturian Mining Company construyó una fundición para obtener hierro según los métodos ingleses (con coque de carbón), hasta la fecha no utilizados en España.
La elección del emplazamiento se justificaba por su cercanía a minas de hierro, de carbón y canteras de caliza con las que obtener el mineral de hierro, el carbón para la obtención del coque y los fundentes para el alto horno. Así mismo se encontraba próxima a la carretera de Castilla. La empresa, además, había obtenido, a través de Manby y Kelly, dos concesiones para la construcción de las líneas férreas desde Mieres a Avilés y a León. 
La fundición contaba con un alto horno, de los dos proyectados por Manby, y 16 hornos de coque. Además, según Pascual Madoz, la que denomina «fábrica grande de La Robellada» poseía: 

[...] una magnífica máquina de vapor de fuerza de 60 caballos, reverberos, tijera , cilindro y demás máquinas necesarias, movidas por otra de vapor de igual fuerza que la anterior; constando además de un cubilete para moldería, hornos de cal continua, ladrillo, koc, azogue y demás utensilios necesarios

En mayo de 1846 comenzaron las obras de construcción y el primer intento de colada, fallido, un año después. Comenzó a fundir a mediados de 1848, convirtiéndose en el segundo horno alto de España en utilizar coque. El primero pertenecía a la Sociedad Palentino-Leonesa de Minas, en Sabero (León), que lo obtenía de mala calidad. El tercero fue el de la Fábrica de armas de Trubia, en el concejo de Oviedo.
La puesta en marcha del alto horno supuso el comienzo de la historia siderúrgica en el concejo de Mieres, que se prolongó durante un periodo superior a los cien años. El fin de esa época se alcanzó con la constitución de Uninsa, que supuso el cierre de Fábrica de Mieres y el derribo de sus instalaciones.

## Disolución
Por un Real Decreto, de 26 de junio de 1849, se le negó la autorización para que pudiera continuar con sus operaciones, quedando disuelta y sujeta a liquidación. Uno de los motivos de la disolución fue el hecho de que los accionistas no habían desembolsado la totalidad del capital social de acuerdo a la ley de Comercio vigente. En la misma situación se encontraba la empresa Ferrocarril de Langreo, pero el gobierno no solo no la disolvió, sino que la financió, en apoyo del Duque de Riánsares, esposo de la reina madre.
Según Germán Ojeda, la Asturian Mining Company estaba llamada a ser la principal industria siderúrgica española, por emplazamiento y por instalaciones. Y, sorprendentemente, fue disuelta por incumplir «una legislación que generalmente no se cumplía» incluida la compañía de Ferrocarril de Langreo, con «concesiones caducadas legalmente», pero ayudada con «privilegios extraordinarios».
Otro factor determinante en su fracaso fue la paralización de la concesión de la línea férrea de Mieres a Avilés por Santo Firme, necesaria para el aprovisionamiento de materias primas y para la salida de los productos. Este hecho fue atribuido a las presiones del duque de Riánsares, que obtuvo, inmediatamente, la concesión del ferrocarril Langreo-Gijón.